# 5 de 9 amb folre
|  | «5 de 9» redirigeix aquí. Vegeu-ne altres significats a «5 de 9 sense folre». |

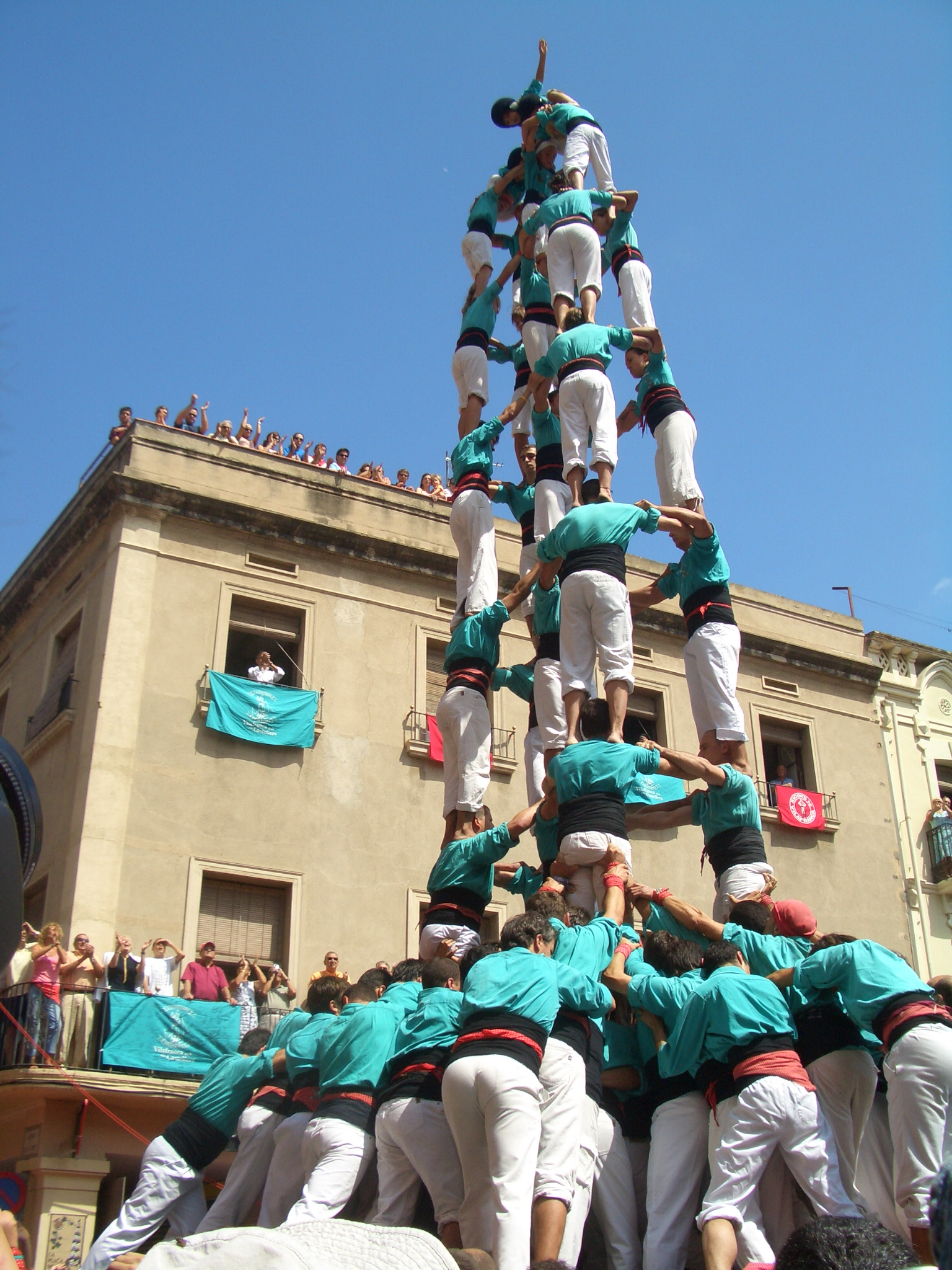
5 de 9 amb folre dels Castellers de Vilafranca a la diada de Sant Fèlix 2006

El 5 de 9 amb folre és un castell de gamma extra de 9 pisos d'alçada amb cinc persones per pis, reforçat amb una estructura suplementària (folre) al pis de segons. Aquest castell es coneix popularment com la supercatedral, ja que és la construcció de nivell superior al 5 de 8, coneguda com la catedral dels castells.

## Història

### Primera època d'or
Es té constància que la Colla Vella de Valls va descarregar aquest castell a la diada de Santa Úrsula de 1883, just després de dos intents previs realitzats aquell mateix dia, un dels quals havia fet llenya un cop carregat. En aquella diada la Colla Nova de Valls també va intentar aquest castell en dues ocasions. En la primera ocasió es va quedar en intent i en la segona l'enxaneta de la Nova va baixar quan només quedava travessar i fer les aletes.

### Segona època d'or
Després de l'època daurada dels castells del segle xix, el 5 de 9 amb folre va ser intentat per primera vegada, sense èxit, el 2 d'octubre de 1994, per part de la Colla Jove Xiquets de Tarragona en el concurs de castells de Tarragona.
El primer 5 de 9 amb folre carregat del segle xx va ser obra dels Minyons de Terrassa a la diada de la Mercè de 1995, a Barcelona. La temporada següent, el 27 d'octubre de 1996, la Vella de Valls va ser la primera colla a descarregar-lo en el segle xx, 113 anys després de fer-ho per primer cop. La Colla Joves Xiquets de Valls va carregar-lo per primera vegada el 25 d'octubre de 1998 en la diada de Santa Úrsula a Valls. Fou una actuació en què la colla també va intentar sense èxit el 4 de 9 sense folre, un castell que fou descarregat per primera vegada al segle xx i segona a la història el mateix dia a Girona per part dels Minyons de Terrassa.
Fins al 2006 només l'havien descarregat tres colles: els Minyons de Terrassa, la Vella de Valls i els Castellers de Vilafranca. La Joves de Valls l'havia carregat en dues ocasions, i la Jove de Tarragona l'havia intentat sense èxit en 5 ocasions. El 2008 i durant la diada de Sant Fèlix la Colla Joves dels Xiquets de Valls va descarregar el castell per primer cop en la seva història. El 23 de setembre del 2011, a la diada de Santa Tecla, i després d'accidents molt importants amb aquest castell, la Colla Jove Xiquets de Tarragona el va carregar per primera vegada, essent aquesta la primera construcció de gamma extra de la història d'aquesta colla.
La sisena colla en assolir aquest castell va ser els Xiquets de Tarragona, carregant-lo a la Diada del primer diumenge de festes de l'any 2015, a la Plaça de la Font de Tarragona. Els Capgrossos de Mataró van fer el seu primer intent de 5 de 9 amb folre al XXVI Concurs de castells de Tarragona, sense èxit, mentre que a la Diada de Tots Sants del 2016, els Castellers de Sants es convertien en la setena colla en assolir-lo, descarregant-lo després de fer-ne un primer intent desmuntat. La darrera colla en assolir aquest castell van ser els Capgrossos de Mataró, els quals el van carregar per primer cop a la Diada dels Minyons de Terrassa del 2016, i descarregar l'any següent en la diada de les Santes.
La colla que millors registres del 5 de 9 amb folre té és la Colla Jove Xiquets de Tarragona, perquè és la colla que l'ha descarregat més vegades. La Colla Vella és la que l'ha descarregat més vegades de manera consecutiva (15 descarregats), fita que es va assolir al 70è aniversari dels Castellers de Vilafranca el 2018. Anteriorment, el rècord havia estat en 14 consecutius de la Colla Jove, fita aconseguida a la diada del Catllar el 2015, i va ser l'últim 5 de 9 amb folre descarregat per la colla en aquella temporada. Així mateix, la Colla Jove també és la colla que més vegades l'ha descarregat fins al moment (32 vegades), seguida de lluny per la Colla Vella (25 vegades) i els Minyons de Terrassa (20 vegades).

### Cronologia
La següent taula mostra una cronologia dels intents de 5 de 9 amb folre fets durant el segle xx i fins a l'any 1999. Hi figuren les colles que el van intentar, la data, la diada, la plaça, el resultat del castell, els altres castells intentats en l'actuació i un comentari d'algunes de les temptatives.
| \| Núm. \| Colla \| Data \| Diada \| Plaça \| Resultat \| Actuació \| Notes \| \| ---- \| --------------------------------- \| ---------------------- \| ------------------------------------- \| ---------------------------------------- \| ---------------- \| ----------------------------------------------------------- \| ------------------------------------------------------------------------------------------------------------------------------------------ \| \| 1 \| Colla Jove Xiquets de Tarragona \| 2 d'octubre de 1994 \| XV Concurs de castells de Tarragona \| Plaça de Braus, Tarragona \| Intent \| 3de9f, 4de9f(i), 4de9f, 5de9f(i), 5de8 \| Primer intent de 5de9f del segle xx. Primer intent de 5de9f de la Colla Jove Xiquets de Tarragona. Primer intent de 5de9f a Tarragona. \| \| 2 \| Colla Jove Xiquets de Tarragona \| 13 de novembre de 1994 \| Diada de la Colla \| Plaça de la Font, Tarragona \| Intent \| 4de8, 3de8, 5de9f(i), 5de9f(i), Pde5 \| \| \| 3 \| Colla Jove Xiquets de Tarragona \| 13 de novembre de 1994 \| Diada de la Colla \| Plaça de la Font, Tarragona \| Intent \| 4de8, 3de8, 5de9f(i), 5de9f(i), Pde5 \| \| \| 4 \| Colla Jove Xiquets de Tarragona \| 23 de setembre de 1995 \| Diada de Santa Tecla \| Plaça de la Font, Tarragona \| Intent \| 3de9f, 5de9f(i), 4de9f(i), Pde6(c) \| \| \| 5 \| Minyons de Terrassa \| 24 de setembre de 1995 \| Diada de la Mercè \| Plaça de Sant Jaume, Barcelona \| Carregat \| 5de9f(c), 2de9fm(i), 3de8, 4de8, Pde5 \| Primer 5de9f carregat del segle xx. Primer 5de9f carregat dels Minyons de Terrassa. Primer 5de9f carregat a Barcelona. \| \| 6 \| Minyons de Terrassa \| 26 de novembre de 1995 \| Diada dels Minyons de Terrassa \| Plaça Vella, Terrassa \| Intent \| 5de9f(i), 2de8f, 3de9f, 5de8, Pde5 \| Primer intent de 5de9f a Terrassa. \| \| 7 \| Minyons de Terrassa \| 8 de setembre de 1996 \| Festa Major de Sabadell \| Plaça de Sant Roc, Sabadell \| Intent \| 3de9f 5de9f(i), 4de8, 2de8f, Pde5 \| Primer intent de 5de9f a Sabadell. \| \| 8 \| Colla Vella dels Xiquets de Valls \| 6 d'octubre de 1996 \| XVI Concurs de castells de Tarragona \| Plaça de Braus, Tarragona \| Intent \| 3de9f(c), 2de9fm(i), 5de8, 2de8f, 4de9f, 5de9f(i) \| Primer intent de 5de9f de la Colla Vella dels Xiquets de Valls. \| \| 9 \| Colla Vella dels Xiquets de Valls \| 27 d'octubre de 1996 \| Diada de Santa Úrsula \| Plaça del Blat, Valls \| Descarregat \| 5de9f, 2de9fm(i), 3de9f, 4de9f(i), 2de8f, Pde5 \| Primer 5de9f descarregat del segle xx. Primer 5de9f descarregat de la Colla Vella dels Xiquets de Valls. Primer 5de9f descarregat a Valls. \| \| 10 \| Minyons de Terrassa \| 24 de novembre de 1996 \| Diada dels Minyons de Terrassa \| Plaça Vella, Terrassa \| Intent desmuntat \| 5de9f(id), 5de9f, 2de9fm, 4de9sf(i), 3de9f, 4 Pde5 \| \| \| 11 \| Minyons de Terrassa \| 24 de novembre de 1996 \| Diada dels Minyons de Terrassa \| Plaça Vella, Terrassa \| Descarregat \| 5de9f(id), 5de9f, 2de9fm, 4de9sf(i), 3de9f, 4 Pde5 \| Primer 5de9f descarregat dels Minyons de Terrassa. Primer 5de9f descarregat a Terrassa. \| \| 12 \| Colla Vella dels Xiquets de Valls \| 30 d'agost de 1997 \| Diada de Sant Fèlix \| Plaça de la Vila, Vilafranca del Penedès \| Carregat \| 5de9f(c), 3de9f(i), 3de9f, 4de9f, Pde5 \| Primer 5de9f carregat a Vilafranca del Penedès. \| \| 13 \| Castellers de Vilafranca \| 30 d'agost de 1997 \| Diada de Sant Fèlix \| Plaça de la Vila, Vilafranca del Penedès \| Carregat \| 5de9f(c), Tde9fm, 4de9fa, Pde5 \| Primer 5de9f carregat dels Castellers de Vilafranca. Primer cop que s'assoleixen dos 5de9f en una mateixa diada. \| \| 14 \| Minyons de Terrassa \| 30 d'agost de 1997 \| Diada de Sant Fèlix \| Plaça de la Vila, Vilafranca del Penedès \| Carregat \| 4de9f, 5de9f(c), 3de9f, Pde5 \| Primer cop que s'assoleixen tres 5de9f en una mateixa diada. \| \| 15 \| Minyons de Terrassa \| 24 de setembre de 1997 \| Diada de la Mercè \| Plaça de Sant Jaume, Barcelona \| Carregat \| 5de9f(c), 3de9f, 2de8f, Pde5 \| \| \| 16 \| Colla Vella dels Xiquets de Valls \| 26 d'octubre de 1997 \| Diada de Santa Úrsula \| Plaça del Blat, Valls \| Descarregat \| 5de9f, 2de9fm(i), 3de9f, 4de9f, Pde7f(c) \| \| \| 17 \| Castellers de Vilafranca \| 1 de novembre de 1997 \| Diada de Sant Fèlix \| Plaça de la Vila, Vilafranca del Penedès \| Desarregat \| 5de9f, Tde9fm(id), Tde9fm, 4de9fa(i), Pde8fm(id), Pde8fm(c) \| Primer 5de9f descarregat dels Castellers de Vilafranca. Primer 5de9f descarregat a Vilafranca del Penedès. \| \| 18 \| Minyons de Terrassa \| 16 de novembre de 1997 \| Diada dels Minyons de Terrassa \| Plaça Vella, Terrassa \| Carregat \| 2de9fm, 5de9f(c), 4de9f, Pde5 \| \| \| 19 \| Colla Vella dels Xiquets de Valls \| 30 d'agost de 1998 \| Diada de Sant Fèlix \| Plaça de la Vila, Vilafranca del Penedès \| Intent \| 5de9f(i), 4de9f, 3de9f(c), 5de8, Pde6 \| \| \| 20 \| Minyons de Terrassa \| 30 d'agost de 1998 \| Diada de Sant Fèlix \| Plaça de la Vila, Vilafranca del Penedès \| Intent \| 2de9fm, 5de9f(i), 3de9f, 4de9f, Pde5 \| \| \| 21 \| Colla Jove Xiquets de Tarragona \| 23 de setembre de 1998 \| Diada de Santa Tecla \| Plaça de la Font, Tarragona \| Intent \| 5de9f(i), Pde5 \| \| \| 22 \| Colla Vella dels Xiquets de Valls \| 4 d'octubre de 1998 \| XVII Concurs de castells de Tarragona \| Plaça de Braus, Tarragona \| Descarregat \| 5de9f, 4de9fp(c), Pde8fm(i), Pde8fm(c), 4de9sf(i) \| Primer 5de9f descarregat a Tarragona. \| \| 23 \| Castellers de Vilafranca \| 4 d'octubre de 1998 \| XVII Concurs de castells de Tarragona \| Plaça de Braus, Tarragona \| Carregat \| Tde9fm, 4de9fa(i), 4de9fa, Pde8fm(c), 5de9f(c) \| \| \| 24 \| Minyons de Terrassa \| 25 d'octubre de 1998 \| Diada de Sant Narcís \| Plaça del Vi, Girona \| Descarregat \| 5de9f, 4de9sf, 3de9f, Pde7f \| Primer 5de9f descarregat a Girona. \| \| 25 \| Colla Vella dels Xiquets de Valls \| 25 d'octubre de 1998 \| Diada de Santa Úrsula \| Plaça del Blat, Valls \| Carregat \| 5de9f(c), 4de9fp(i), 3de9f, 4de9fp(c), Pde8fm \| \| \| 26 \| Colla Joves Xiquets de Valls \| 25 d'octubre de 1998 \| Diada de Santa Úrsula \| Plaça del Blat, Valls \| Intent \| 5de9f(i), 3de9f, 5de9f(c), 4de9sf(i), 4de9f, Pde5 \| Primer intent de 5de9f de la Colla Joves Xiquets de Valls. \| \| 27 \| Colla Joves Xiquets de Valls \| 25 d'octubre de 1998 \| Diada de Santa Úrsula \| Plaça del Blat, Valls \| Carregat \| 5de9f(i), 3de9f, 5de9f(c), 4de9sf(i), 4de9f, Pde5 \| Primer 5de9f carregat de la Colla Joves Xiquets de Valls. \| \| 28 \| Minyons de Terrassa \| 22 de novembre de 1998 \| Diada dels Minyons de Terrassa \| Plaça Vella, Terrassa \| Descarregat \| 3de10fm(id), 3de10fm, 5de9f, 4de9f, Pde7f(c) \| \| \| 29 \| Colla Vella dels Xiquets de Valls \| 24 de juny de 1999 \| Diada de Sant Joan \| Plaça del Blat, Valls \| Intent \| 5de9f(i), 5de9f(c), 4de9sf(i), 4de9f, 3de9f(i), Pde7f \| \| \| 30 \| Colla Vella dels Xiquets de Valls \| 24 de juny de 1999 \| Diada de Sant Joan \| Plaça del Blat, Valls \| Carregat \| 5de9f(i), 5de9f(c), 4de9sf(i), 4de9f, 3de9f(i), Pde7f \| \| \| 31 \| Minyons de Terrassa \| 4 de juliol de 1999 \| Festa Major de Sant Pere \| Raval de Montserrat, Terrassa \| Intent desmuntat \| 5de9f(id), 5de9f(c), 4de9f, 3de9f, Pde6 \| \| \| 32 \| Minyons de Terrassa \| 4 de juliol de 1999 \| Festa Major de Sant Pere \| Raval de Montserrat, Terrassa \| Carregat \| 5de9f(id), 5de9f(c), 4de9f, 3de9f, Pde6 \| \| \| 33 \| Colla Joves Xiquets de Valls \| 30 d'agost de 1999 \| Diada de Sant Fèlix \| Plaça de la Vila, Vilafranca del Penedès \| Intent \| 3de9f, 5de9f(i), 4de9f, 5de8, Pde7f(c) \| \| \| 34 \| Colla Vella dels Xiquets de Valls \| 30 d'agost de 1999 \| Diada de Sant Fèlix \| Plaça de la Vila, Vilafranca del Penedès \| Carregat \| 4de9fp(i), 4de9f 5de9f(c), 4de9fp(i), 4de8p, Pde7f \| \| \| 35 \| Minyons de Terrassa \| 24 d'octubre de 1999 \| Diada de Sant Narcís \| Plaça del Vi, Girona \| Descarregat \| 5de9f, 4de9sf(c), 3de9f, Pde8fm(i), Pde5 \| \| \| 36 \| Colla Vella dels Xiquets de Valls \| 24 d'octubre de 1999 \| Diada de Santa Úrsula \| Plaça del Blat, Valls \| Intent \| 5de9f(i), 3de9f, 4de9fp(i), 4de9f, 4de8p, Pde8fm(c) \| \| \| 37 \| Minyons de Terrassa \| 21 de novembre de 1999 \| Diada dels Minyons de Terrassa \| Raval de Montserrat, Terrassa \| Carregat \| 4de9fa(c), 5de9f(c), 2de8f, Pde6 \| \| |                                   |                        |                                       |                                          |                  |                                                             | |
| Núm. | Colla                             | Data                   | Diada                                 | Plaça                                    | Resultat         | Actuació                                                    | Notes |
| 1 | Colla Jove Xiquets de Tarragona   | 2 d'octubre de 1994    | XV Concurs de castells de Tarragona   | Plaça de Braus, Tarragona                | Intent           | 3de9f, 4de9f(i), 4de9f, 5de9f(i), 5de8                      | Primer intent de 5de9f del segle xx. Primer intent de 5de9f de la Colla Jove Xiquets de Tarragona. Primer intent de 5de9f a Tarragona.     |
| 2 | Colla Jove Xiquets de Tarragona   | 13 de novembre de 1994 | Diada de la Colla                     | Plaça de la Font, Tarragona              | Intent           | 4de8, 3de8, 5de9f(i), 5de9f(i), Pde5                        | |
| 3 | Colla Jove Xiquets de Tarragona   | 13 de novembre de 1994 | Diada de la Colla                     | Plaça de la Font, Tarragona              | Intent           | 4de8, 3de8, 5de9f(i), 5de9f(i), Pde5                        | |
| 4 | Colla Jove Xiquets de Tarragona   | 23 de setembre de 1995 | Diada de Santa Tecla                  | Plaça de la Font, Tarragona              | Intent           | 3de9f, 5de9f(i), 4de9f(i), Pde6(c)                          | |
| 5 | Minyons de Terrassa               | 24 de setembre de 1995 | Diada de la Mercè                     | Plaça de Sant Jaume, Barcelona           | Carregat         | 5de9f(c), 2de9fm(i), 3de8, 4de8, Pde5                       | Primer 5de9f carregat del segle xx. Primer 5de9f carregat dels Minyons de Terrassa. Primer 5de9f carregat a Barcelona.                     |
| 6 | Minyons de Terrassa               | 26 de novembre de 1995 | Diada dels Minyons de Terrassa        | Plaça Vella, Terrassa                    | Intent           | 5de9f(i), 2de8f, 3de9f, 5de8, Pde5                          | Primer intent de 5de9f a Terrassa. |
| 7 | Minyons de Terrassa               | 8 de setembre de 1996  | Festa Major de Sabadell               | Plaça de Sant Roc, Sabadell              | Intent           | 3de9f 5de9f(i), 4de8, 2de8f, Pde5                           | Primer intent de 5de9f a Sabadell. |
| 8 | Colla Vella dels Xiquets de Valls | 6 d'octubre de 1996    | XVI Concurs de castells de Tarragona  | Plaça de Braus, Tarragona                | Intent           | 3de9f(c), 2de9fm(i), 5de8, 2de8f, 4de9f, 5de9f(i)           | Primer intent de 5de9f de la Colla Vella dels Xiquets de Valls.                                                                            |
| 9 | Colla Vella dels Xiquets de Valls | 27 d'octubre de 1996   | Diada de Santa Úrsula                 | Plaça del Blat, Valls                    | Descarregat      | 5de9f, 2de9fm(i), 3de9f, 4de9f(i), 2de8f, Pde5              | Primer 5de9f descarregat del segle xx. Primer 5de9f descarregat de la Colla Vella dels Xiquets de Valls. Primer 5de9f descarregat a Valls. |
| 10 | Minyons de Terrassa               | 24 de novembre de 1996 | Diada dels Minyons de Terrassa        | Plaça Vella, Terrassa                    | Intent desmuntat | 5de9f(id), 5de9f, 2de9fm, 4de9sf(i), 3de9f, 4 Pde5          | |
| 11 | Minyons de Terrassa               | 24 de novembre de 1996 | Diada dels Minyons de Terrassa        | Plaça Vella, Terrassa                    | Descarregat      | 5de9f(id), 5de9f, 2de9fm, 4de9sf(i), 3de9f, 4 Pde5          | Primer 5de9f descarregat dels Minyons de Terrassa. Primer 5de9f descarregat a Terrassa.                                                    |
| 12 | Colla Vella dels Xiquets de Valls | 30 d'agost de 1997     | Diada de Sant Fèlix                   | Plaça de la Vila, Vilafranca del Penedès | Carregat         | 5de9f(c), 3de9f(i), 3de9f, 4de9f, Pde5                      | Primer 5de9f carregat a Vilafranca del Penedès.                                                                                            |
| 13 | Castellers de Vilafranca          | 30 d'agost de 1997     | Diada de Sant Fèlix                   | Plaça de la Vila, Vilafranca del Penedès | Carregat         | 5de9f(c), Tde9fm, 4de9fa, Pde5                              | Primer 5de9f carregat dels Castellers de Vilafranca. Primer cop que s'assoleixen dos 5de9f en una mateixa diada.                           |
| 14 | Minyons de Terrassa               | 30 d'agost de 1997     | Diada de Sant Fèlix                   | Plaça de la Vila, Vilafranca del Penedès | Carregat         | 4de9f, 5de9f(c), 3de9f, Pde5                                | Primer cop que s'assoleixen tres 5de9f en una mateixa diada.                                                                               |
| 15 | Minyons de Terrassa               | 24 de setembre de 1997 | Diada de la Mercè                     | Plaça de Sant Jaume, Barcelona           | Carregat         | 5de9f(c), 3de9f, 2de8f, Pde5                                | |
| 16 | Colla Vella dels Xiquets de Valls | 26 d'octubre de 1997   | Diada de Santa Úrsula                 | Plaça del Blat, Valls                    | Descarregat      | 5de9f, 2de9fm(i), 3de9f, 4de9f, Pde7f(c)                    | |
| 17 | Castellers de Vilafranca          | 1 de novembre de 1997  | Diada de Sant Fèlix                   | Plaça de la Vila, Vilafranca del Penedès | Desarregat       | 5de9f, Tde9fm(id), Tde9fm, 4de9fa(i), Pde8fm(id), Pde8fm(c) | Primer 5de9f descarregat dels Castellers de Vilafranca. Primer 5de9f descarregat a Vilafranca del Penedès.                                 |
| 18 | Minyons de Terrassa               | 16 de novembre de 1997 | Diada dels Minyons de Terrassa        | Plaça Vella, Terrassa                    | Carregat         | 2de9fm, 5de9f(c), 4de9f, Pde5                               | |
| 19 | Colla Vella dels Xiquets de Valls | 30 d'agost de 1998     | Diada de Sant Fèlix                   | Plaça de la Vila, Vilafranca del Penedès | Intent           | 5de9f(i), 4de9f, 3de9f(c), 5de8, Pde6                       | |
| 20 | Minyons de Terrassa               | 30 d'agost de 1998     | Diada de Sant Fèlix                   | Plaça de la Vila, Vilafranca del Penedès | Intent           | 2de9fm, 5de9f(i), 3de9f, 4de9f, Pde5                        | |
| 21 | Colla Jove Xiquets de Tarragona   | 23 de setembre de 1998 | Diada de Santa Tecla                  | Plaça de la Font, Tarragona              | Intent           | 5de9f(i), Pde5                                              | |
| 22 | Colla Vella dels Xiquets de Valls | 4 d'octubre de 1998    | XVII Concurs de castells de Tarragona | Plaça de Braus, Tarragona                | Descarregat      | 5de9f, 4de9fp(c), Pde8fm(i), Pde8fm(c), 4de9sf(i)           | Primer 5de9f descarregat a Tarragona. |
| 23 | Castellers de Vilafranca          | 4 d'octubre de 1998    | XVII Concurs de castells de Tarragona | Plaça de Braus, Tarragona                | Carregat         | Tde9fm, 4de9fa(i), 4de9fa, Pde8fm(c), 5de9f(c)              | |
| 24 | Minyons de Terrassa               | 25 d'octubre de 1998   | Diada de Sant Narcís                  | Plaça del Vi, Girona                     | Descarregat      | 5de9f, 4de9sf, 3de9f, Pde7f                                 | Primer 5de9f descarregat a Girona. |
| 25 | Colla Vella dels Xiquets de Valls | 25 d'octubre de 1998   | Diada de Santa Úrsula                 | Plaça del Blat, Valls                    | Carregat         | 5de9f(c), 4de9fp(i), 3de9f, 4de9fp(c), Pde8fm               | |
| 26 | Colla Joves Xiquets de Valls      | 25 d'octubre de 1998   | Diada de Santa Úrsula                 | Plaça del Blat, Valls                    | Intent           | 5de9f(i), 3de9f, 5de9f(c), 4de9sf(i), 4de9f, Pde5           | Primer intent de 5de9f de la Colla Joves Xiquets de Valls.                                                                                 |
| 27 | Colla Joves Xiquets de Valls      | 25 d'octubre de 1998   | Diada de Santa Úrsula                 | Plaça del Blat, Valls                    | Carregat         | 5de9f(i), 3de9f, 5de9f(c), 4de9sf(i), 4de9f, Pde5           | Primer 5de9f carregat de la Colla Joves Xiquets de Valls.                                                                                  |
| 28 | Minyons de Terrassa               | 22 de novembre de 1998 | Diada dels Minyons de Terrassa        | Plaça Vella, Terrassa                    | Descarregat      | 3de10fm(id), 3de10fm, 5de9f, 4de9f, Pde7f(c)                | |
| 29 | Colla Vella dels Xiquets de Valls | 24 de juny de 1999     | Diada de Sant Joan                    | Plaça del Blat, Valls                    | Intent           | 5de9f(i), 5de9f(c), 4de9sf(i), 4de9f, 3de9f(i), Pde7f       | |
| 30 | Colla Vella dels Xiquets de Valls | 24 de juny de 1999     | Diada de Sant Joan                    | Plaça del Blat, Valls                    | Carregat         | 5de9f(i), 5de9f(c), 4de9sf(i), 4de9f, 3de9f(i), Pde7f       | |
| 31 | Minyons de Terrassa               | 4 de juliol de 1999    | Festa Major de Sant Pere              | Raval de Montserrat, Terrassa            | Intent desmuntat | 5de9f(id), 5de9f(c), 4de9f, 3de9f, Pde6                     | |
| 32 | Minyons de Terrassa               | 4 de juliol de 1999    | Festa Major de Sant Pere              | Raval de Montserrat, Terrassa            | Carregat         | 5de9f(id), 5de9f(c), 4de9f, 3de9f, Pde6                     | |
| 33 | Colla Joves Xiquets de Valls      | 30 d'agost de 1999     | Diada de Sant Fèlix                   | Plaça de la Vila, Vilafranca del Penedès | Intent           | 3de9f, 5de9f(i), 4de9f, 5de8, Pde7f(c)                      | |
| 34 | Colla Vella dels Xiquets de Valls | 30 d'agost de 1999     | Diada de Sant Fèlix                   | Plaça de la Vila, Vilafranca del Penedès | Carregat         | 4de9fp(i), 4de9f 5de9f(c), 4de9fp(i), 4de8p, Pde7f          | |
| 35 | Minyons de Terrassa               | 24 d'octubre de 1999   | Diada de Sant Narcís                  | Plaça del Vi, Girona                     | Descarregat      | 5de9f, 4de9sf(c), 3de9f, Pde8fm(i), Pde5                    | |
| 36 | Colla Vella dels Xiquets de Valls | 24 d'octubre de 1999   | Diada de Santa Úrsula                 | Plaça del Blat, Valls                    | Intent           | 5de9f(i), 3de9f, 4de9fp(i), 4de9f, 4de8p, Pde8fm(c)         | |
| 37 | Minyons de Terrassa               | 21 de novembre de 1999 | Diada dels Minyons de Terrassa        | Raval de Montserrat, Terrassa            | Carregat         | 4de9fa(c), 5de9f(c), 2de8f, Pde6                            | |

| Núm. | Colla                             | Data                   | Diada                                 | Plaça                                    | Resultat         | Actuació                                                    | Notes |
| ---- | --------------------------------- | ---------------------- | ------------------------------------- | ---------------------------------------- | ---------------- | ----------------------------------------------------------- | --- |
| 1    | Colla Jove Xiquets de Tarragona   | 2 d'octubre de 1994    | XV Concurs de castells de Tarragona   | Plaça de Braus, Tarragona                | Intent           | 3de9f, 4de9f(i), 4de9f, 5de9f(i), 5de8                      | Primer intent de 5de9f del segle xx. Primer intent de 5de9f de la Colla Jove Xiquets de Tarragona. Primer intent de 5de9f a Tarragona.     |
| 2    | Colla Jove Xiquets de Tarragona   | 13 de novembre de 1994 | Diada de la Colla                     | Plaça de la Font, Tarragona              | Intent           | 4de8, 3de8, 5de9f(i), 5de9f(i), Pde5                        | |
| 3    | Colla Jove Xiquets de Tarragona   | 13 de novembre de 1994 | Diada de la Colla                     | Plaça de la Font, Tarragona              | Intent           | 4de8, 3de8, 5de9f(i), 5de9f(i), Pde5                        | |
| 4    | Colla Jove Xiquets de Tarragona   | 23 de setembre de 1995 | Diada de Santa Tecla                  | Plaça de la Font, Tarragona              | Intent           | 3de9f, 5de9f(i), 4de9f(i), Pde6(c)                          | |
| 5    | Minyons de Terrassa               | 24 de setembre de 1995 | Diada de la Mercè                     | Plaça de Sant Jaume, Barcelona           | Carregat         | 5de9f(c), 2de9fm(i), 3de8, 4de8, Pde5                       | Primer 5de9f carregat del segle xx. Primer 5de9f carregat dels Minyons de Terrassa. Primer 5de9f carregat a Barcelona.                     |
| 6    | Minyons de Terrassa               | 26 de novembre de 1995 | Diada dels Minyons de Terrassa        | Plaça Vella, Terrassa                    | Intent           | 5de9f(i), 2de8f, 3de9f, 5de8, Pde5                          | Primer intent de 5de9f a Terrassa. |
| 7    | Minyons de Terrassa               | 8 de setembre de 1996  | Festa Major de Sabadell               | Plaça de Sant Roc, Sabadell              | Intent           | 3de9f 5de9f(i), 4de8, 2de8f, Pde5                           | Primer intent de 5de9f a Sabadell. |
| 8    | Colla Vella dels Xiquets de Valls | 6 d'octubre de 1996    | XVI Concurs de castells de Tarragona  | Plaça de Braus, Tarragona                | Intent           | 3de9f(c), 2de9fm(i), 5de8, 2de8f, 4de9f, 5de9f(i)           | Primer intent de 5de9f de la Colla Vella dels Xiquets de Valls.                                                                            |
| 9    | Colla Vella dels Xiquets de Valls | 27 d'octubre de 1996   | Diada de Santa Úrsula                 | Plaça del Blat, Valls                    | Descarregat      | 5de9f, 2de9fm(i), 3de9f, 4de9f(i), 2de8f, Pde5              | Primer 5de9f descarregat del segle xx. Primer 5de9f descarregat de la Colla Vella dels Xiquets de Valls. Primer 5de9f descarregat a Valls. |
| 10   | Minyons de Terrassa               | 24 de novembre de 1996 | Diada dels Minyons de Terrassa        | Plaça Vella, Terrassa                    | Intent desmuntat | 5de9f(id), 5de9f, 2de9fm, 4de9sf(i), 3de9f, 4 Pde5          | |
| 11   | Minyons de Terrassa               | 24 de novembre de 1996 | Diada dels Minyons de Terrassa        | Plaça Vella, Terrassa                    | Descarregat      | 5de9f(id), 5de9f, 2de9fm, 4de9sf(i), 3de9f, 4 Pde5          | Primer 5de9f descarregat dels Minyons de Terrassa. Primer 5de9f descarregat a Terrassa.                                                    |
| 12   | Colla Vella dels Xiquets de Valls | 30 d'agost de 1997     | Diada de Sant Fèlix                   | Plaça de la Vila, Vilafranca del Penedès | Carregat         | 5de9f(c), 3de9f(i), 3de9f, 4de9f, Pde5                      | Primer 5de9f carregat a Vilafranca del Penedès.                                                                                            |
| 13   | Castellers de Vilafranca          | 30 d'agost de 1997     | Diada de Sant Fèlix                   | Plaça de la Vila, Vilafranca del Penedès | Carregat         | 5de9f(c), Tde9fm, 4de9fa, Pde5                              | Primer 5de9f carregat dels Castellers de Vilafranca. Primer cop que s'assoleixen dos 5de9f en una mateixa diada.                           |
| 14   | Minyons de Terrassa               | 30 d'agost de 1997     | Diada de Sant Fèlix                   | Plaça de la Vila, Vilafranca del Penedès | Carregat         | 4de9f, 5de9f(c), 3de9f, Pde5                                | Primer cop que s'assoleixen tres 5de9f en una mateixa diada.                                                                               |
| 15   | Minyons de Terrassa               | 24 de setembre de 1997 | Diada de la Mercè                     | Plaça de Sant Jaume, Barcelona           | Carregat         | 5de9f(c), 3de9f, 2de8f, Pde5                                | |
| 16   | Colla Vella dels Xiquets de Valls | 26 d'octubre de 1997   | Diada de Santa Úrsula                 | Plaça del Blat, Valls                    | Descarregat      | 5de9f, 2de9fm(i), 3de9f, 4de9f, Pde7f(c)                    | |
| 17   | Castellers de Vilafranca          | 1 de novembre de 1997  | Diada de Sant Fèlix                   | Plaça de la Vila, Vilafranca del Penedès | Desarregat       | 5de9f, Tde9fm(id), Tde9fm, 4de9fa(i), Pde8fm(id), Pde8fm(c) | Primer 5de9f descarregat dels Castellers de Vilafranca. Primer 5de9f descarregat a Vilafranca del Penedès.                                 |
| 18   | Minyons de Terrassa               | 16 de novembre de 1997 | Diada dels Minyons de Terrassa        | Plaça Vella, Terrassa                    | Carregat         | 2de9fm, 5de9f(c), 4de9f, Pde5                               | |
| 19   | Colla Vella dels Xiquets de Valls | 30 d'agost de 1998     | Diada de Sant Fèlix                   | Plaça de la Vila, Vilafranca del Penedès | Intent           | 5de9f(i), 4de9f, 3de9f(c), 5de8, Pde6                       | |
| 20   | Minyons de Terrassa               | 30 d'agost de 1998     | Diada de Sant Fèlix                   | Plaça de la Vila, Vilafranca del Penedès | Intent           | 2de9fm, 5de9f(i), 3de9f, 4de9f, Pde5                        | |
| 21   | Colla Jove Xiquets de Tarragona   | 23 de setembre de 1998 | Diada de Santa Tecla                  | Plaça de la Font, Tarragona              | Intent           | 5de9f(i), Pde5                                              | |
| 22   | Colla Vella dels Xiquets de Valls | 4 d'octubre de 1998    | XVII Concurs de castells de Tarragona | Plaça de Braus, Tarragona                | Descarregat      | 5de9f, 4de9fp(c), Pde8fm(i), Pde8fm(c), 4de9sf(i)           | Primer 5de9f descarregat a Tarragona. |
| 23   | Castellers de Vilafranca          | 4 d'octubre de 1998    | XVII Concurs de castells de Tarragona | Plaça de Braus, Tarragona                | Carregat         | Tde9fm, 4de9fa(i), 4de9fa, Pde8fm(c), 5de9f(c)              | |
| 24   | Minyons de Terrassa               | 25 d'octubre de 1998   | Diada de Sant Narcís                  | Plaça del Vi, Girona                     | Descarregat      | 5de9f, 4de9sf, 3de9f, Pde7f                                 | Primer 5de9f descarregat a Girona. |
| 25   | Colla Vella dels Xiquets de Valls | 25 d'octubre de 1998   | Diada de Santa Úrsula                 | Plaça del Blat, Valls                    | Carregat         | 5de9f(c), 4de9fp(i), 3de9f, 4de9fp(c), Pde8fm               | |
| 26   | Colla Joves Xiquets de Valls      | 25 d'octubre de 1998   | Diada de Santa Úrsula                 | Plaça del Blat, Valls                    | Intent           | 5de9f(i), 3de9f, 5de9f(c), 4de9sf(i), 4de9f, Pde5           | Primer intent de 5de9f de la Colla Joves Xiquets de Valls.                                                                                 |
| 27   | Colla Joves Xiquets de Valls      | 25 d'octubre de 1998   | Diada de Santa Úrsula                 | Plaça del Blat, Valls                    | Carregat         | 5de9f(i), 3de9f, 5de9f(c), 4de9sf(i), 4de9f, Pde5           | Primer 5de9f carregat de la Colla Joves Xiquets de Valls.                                                                                  |
| 28   | Minyons de Terrassa               | 22 de novembre de 1998 | Diada dels Minyons de Terrassa        | Plaça Vella, Terrassa                    | Descarregat      | 3de10fm(id), 3de10fm, 5de9f, 4de9f, Pde7f(c)                | |
| 29   | Colla Vella dels Xiquets de Valls | 24 de juny de 1999     | Diada de Sant Joan                    | Plaça del Blat, Valls                    | Intent           | 5de9f(i), 5de9f(c), 4de9sf(i), 4de9f, 3de9f(i), Pde7f       | |
| 30   | Colla Vella dels Xiquets de Valls | 24 de juny de 1999     | Diada de Sant Joan                    | Plaça del Blat, Valls                    | Carregat         | 5de9f(i), 5de9f(c), 4de9sf(i), 4de9f, 3de9f(i), Pde7f       | |
| 31   | Minyons de Terrassa               | 4 de juliol de 1999    | Festa Major de Sant Pere              | Raval de Montserrat, Terrassa            | Intent desmuntat | 5de9f(id), 5de9f(c), 4de9f, 3de9f, Pde6                     | |
| 32   | Minyons de Terrassa               | 4 de juliol de 1999    | Festa Major de Sant Pere              | Raval de Montserrat, Terrassa            | Carregat         | 5de9f(id), 5de9f(c), 4de9f, 3de9f, Pde6                     | |
| 33   | Colla Joves Xiquets de Valls      | 30 d'agost de 1999     | Diada de Sant Fèlix                   | Plaça de la Vila, Vilafranca del Penedès | Intent           | 3de9f, 5de9f(i), 4de9f, 5de8, Pde7f(c)                      | |
| 34   | Colla Vella dels Xiquets de Valls | 30 d'agost de 1999     | Diada de Sant Fèlix                   | Plaça de la Vila, Vilafranca del Penedès | Carregat         | 4de9fp(i), 4de9f 5de9f(c), 4de9fp(i), 4de8p, Pde7f          | |
| 35   | Minyons de Terrassa               | 24 d'octubre de 1999   | Diada de Sant Narcís                  | Plaça del Vi, Girona                     | Descarregat      | 5de9f, 4de9sf(c), 3de9f, Pde8fm(i), Pde5                    | |
| 36   | Colla Vella dels Xiquets de Valls | 24 d'octubre de 1999   | Diada de Santa Úrsula                 | Plaça del Blat, Valls                    | Intent           | 5de9f(i), 3de9f, 4de9fp(i), 4de9f, 4de8p, Pde8fm(c)         | |
| 37   | Minyons de Terrassa               | 21 de novembre de 1999 | Diada dels Minyons de Terrassa        | Raval de Montserrat, Terrassa            | Carregat         | 4de9fa(c), 5de9f(c), 2de8f, Pde6                            | |

| \| Núm. \| Colla \| Data \| Diada \| Plaça \| Resultat \| Actuació \| Notes \| \| ---- \| --------------------------------- \| -------------------- \| -------------------------------------- \| ---------------------------------------- \| ---------------- \| ------------------------------------------------------ \| ----------------------------------------------------- \| \| 38 \| Colla Vella dels Xiquets de Valls \| 30 d'agost de 2000 \| Diada de Sant Fèlix \| Plaça de la Vila, Vilafranca del Penedès \| Descarregat \| 5de9f, 2de9fm, 3d8pb, Pde8fm(c) \| \| \| 39 \| Castellers de Vilafranca \| 30 d'agost de 2000 \| Diada de Sant Fèlix \| Plaça de la Vila, Vilafranca del Penedès \| Intent desmuntat \| 4de9fa, 5de9f(id), 5de9f, Tde8sf(i), Tde9fm(c), Pde8fm \| \| \| 40 \| Castellers de Vilafranca \| 30 d'agost de 2000 \| Diada de Sant Fèlix \| Plaça de la Vila, Vilafranca del Penedès \| Descarregat \| 4de9fa, 5de9f(id), 5de9f, Tde8sf(i), Tde9fm(c), Pde8fm \| \| \| 41 \| Colla Joves Xiquets de Valls \| 30 d'agost de 2000 \| Diada de Sant Fèlix \| Plaça de la Vila, Vilafranca del Penedès \| Intent \| 4de9sf, 5de9f(i), 3de9f(i), 5de8, Pde5 \| \| \| 42 \| Minyons de Terrassa \| 30 d'agost de 2000 \| Diada de Sant Fèlix \| Plaça de la Vila, Vilafranca del Penedès \| Intent \| 2de9fm, 5de9f(i), 4de9f, 5de8, 3 Pde5 \| \| \| 43 \| Colla Vella dels Xiquets de Valls \| 8 d'octubre de 2000 \| XVIII Concurs de castells de Tarragona \| Plaça de braus, Tarragona \| Descarregat \| 5de9f, 3de10fm(c), 2de8sf(i), 2de9fm \| \| \| 44 \| Colla Joves Xiquets de Valls \| 8 d'octubre de 2000 \| XVIII Concurs de castells de Tarragona \| Plaça de braus, Tarragona \| Intent \| 4de9sf(c), 3de9f, 5de9f(i), 5de9f(i), 2de8f \| \| \| 45 \| Colla Joves Xiquets de Valls \| 8 d'octubre de 2000 \| XVIII Concurs de castells de Tarragona \| Plaça de braus, Tarragona \| Intent \| 4de9sf(c), 3de9f, 5de9f(i), 5de9f(i), 2de8f \| \| \| 46 \| Colla Vella dels Xiquets de Valls \| 22 d'octubre de 2000 \| Diada de Santa Úrsula \| Plaça del Blat, Valls \| Carregat \| 3de10fm(i), 5de9f(c) 3de9f \| Diada suspesa a la tercera ronda a causa de la pluja. \| \| 47 \| Colla Joves Xiquets de Valls \| 22 d'octubre de 2000 \| Diada de Santa Úrsula \| Plaça del Blat, Valls \| Carregat \| 4de9sf(c), 5de9f(c) \| Diada suspesa a la tercera ronda a causa de la pluja. \| |                                   |                      |                                        |                                          |                  |                                                        |                                                       |
| Núm. | Colla                             | Data                 | Diada                                  | Plaça                                    | Resultat         | Actuació                                               | Notes                                                 |
| 38 | Colla Vella dels Xiquets de Valls | 30 d'agost de 2000   | Diada de Sant Fèlix                    | Plaça de la Vila, Vilafranca del Penedès | Descarregat      | 5de9f, 2de9fm, 3d8pb, Pde8fm(c)                        |                                                       |
| 39 | Castellers de Vilafranca          | 30 d'agost de 2000   | Diada de Sant Fèlix                    | Plaça de la Vila, Vilafranca del Penedès | Intent desmuntat | 4de9fa, 5de9f(id), 5de9f, Tde8sf(i), Tde9fm(c), Pde8fm |                                                       |
| 40 | Castellers de Vilafranca          | 30 d'agost de 2000   | Diada de Sant Fèlix                    | Plaça de la Vila, Vilafranca del Penedès | Descarregat      | 4de9fa, 5de9f(id), 5de9f, Tde8sf(i), Tde9fm(c), Pde8fm |                                                       |
| 41 | Colla Joves Xiquets de Valls      | 30 d'agost de 2000   | Diada de Sant Fèlix                    | Plaça de la Vila, Vilafranca del Penedès | Intent           | 4de9sf, 5de9f(i), 3de9f(i), 5de8, Pde5                 |                                                       |
| 42 | Minyons de Terrassa               | 30 d'agost de 2000   | Diada de Sant Fèlix                    | Plaça de la Vila, Vilafranca del Penedès | Intent           | 2de9fm, 5de9f(i), 4de9f, 5de8, 3 Pde5                  |                                                       |
| 43 | Colla Vella dels Xiquets de Valls | 8 d'octubre de 2000  | XVIII Concurs de castells de Tarragona | Plaça de braus, Tarragona                | Descarregat      | 5de9f, 3de10fm(c), 2de8sf(i), 2de9fm                   |                                                       |
| 44 | Colla Joves Xiquets de Valls      | 8 d'octubre de 2000  | XVIII Concurs de castells de Tarragona | Plaça de braus, Tarragona                | Intent           | 4de9sf(c), 3de9f, 5de9f(i), 5de9f(i), 2de8f            |                                                       |
| 45 | Colla Joves Xiquets de Valls      | 8 d'octubre de 2000  | XVIII Concurs de castells de Tarragona | Plaça de braus, Tarragona                | Intent           | 4de9sf(c), 3de9f, 5de9f(i), 5de9f(i), 2de8f            |                                                       |
| 46 | Colla Vella dels Xiquets de Valls | 22 d'octubre de 2000 | Diada de Santa Úrsula                  | Plaça del Blat, Valls                    | Carregat         | 3de10fm(i), 5de9f(c) 3de9f                             | Diada suspesa a la tercera ronda a causa de la pluja. |
| 47 | Colla Joves Xiquets de Valls      | 22 d'octubre de 2000 | Diada de Santa Úrsula                  | Plaça del Blat, Valls                    | Carregat         | 4de9sf(c), 5de9f(c)                                    | Diada suspesa a la tercera ronda a causa de la pluja. |

| Núm. | Colla                             | Data                 | Diada                                  | Plaça                                    | Resultat         | Actuació                                               | Notes                                                 |
| ---- | --------------------------------- | -------------------- | -------------------------------------- | ---------------------------------------- | ---------------- | ------------------------------------------------------ | ----------------------------------------------------- |
| 38   | Colla Vella dels Xiquets de Valls | 30 d'agost de 2000   | Diada de Sant Fèlix                    | Plaça de la Vila, Vilafranca del Penedès | Descarregat      | 5de9f, 2de9fm, 3d8pb, Pde8fm(c)                        |                                                       |
| 39   | Castellers de Vilafranca          | 30 d'agost de 2000   | Diada de Sant Fèlix                    | Plaça de la Vila, Vilafranca del Penedès | Intent desmuntat | 4de9fa, 5de9f(id), 5de9f, Tde8sf(i), Tde9fm(c), Pde8fm |                                                       |
| 40   | Castellers de Vilafranca          | 30 d'agost de 2000   | Diada de Sant Fèlix                    | Plaça de la Vila, Vilafranca del Penedès | Descarregat      | 4de9fa, 5de9f(id), 5de9f, Tde8sf(i), Tde9fm(c), Pde8fm |                                                       |
| 41   | Colla Joves Xiquets de Valls      | 30 d'agost de 2000   | Diada de Sant Fèlix                    | Plaça de la Vila, Vilafranca del Penedès | Intent           | 4de9sf, 5de9f(i), 3de9f(i), 5de8, Pde5                 |                                                       |
| 42   | Minyons de Terrassa               | 30 d'agost de 2000   | Diada de Sant Fèlix                    | Plaça de la Vila, Vilafranca del Penedès | Intent           | 2de9fm, 5de9f(i), 4de9f, 5de8, 3 Pde5                  |                                                       |
| 43   | Colla Vella dels Xiquets de Valls | 8 d'octubre de 2000  | XVIII Concurs de castells de Tarragona | Plaça de braus, Tarragona                | Descarregat      | 5de9f, 3de10fm(c), 2de8sf(i), 2de9fm                   |                                                       |
| 44   | Colla Joves Xiquets de Valls      | 8 d'octubre de 2000  | XVIII Concurs de castells de Tarragona | Plaça de braus, Tarragona                | Intent           | 4de9sf(c), 3de9f, 5de9f(i), 5de9f(i), 2de8f            |                                                       |
| 45   | Colla Joves Xiquets de Valls      | 8 d'octubre de 2000  | XVIII Concurs de castells de Tarragona | Plaça de braus, Tarragona                | Intent           | 4de9sf(c), 3de9f, 5de9f(i), 5de9f(i), 2de8f            |                                                       |
| 46   | Colla Vella dels Xiquets de Valls | 22 d'octubre de 2000 | Diada de Santa Úrsula                  | Plaça del Blat, Valls                    | Carregat         | 3de10fm(i), 5de9f(c) 3de9f                             | Diada suspesa a la tercera ronda a causa de la pluja. |
| 47   | Colla Joves Xiquets de Valls      | 22 d'octubre de 2000 | Diada de Santa Úrsula                  | Plaça del Blat, Valls                    | Carregat         | 4de9sf(c), 5de9f(c)                                    | Diada suspesa a la tercera ronda a causa de la pluja. |

## Colles

### Assolit
Actualment hi ha 8 colles castelleres que han assolit el 5 de 9 amb folre durant els segles xx i xxi, de les quals 7 l'han descarregat. La taula següent mostra la data, diada i plaça en què les colles el carregaren o descarregaren per primera vegada:
| Núm. | Colla                             | Carregat         | Diada                               | Plaça                                    | Descarregat      | Diada                                | Plaça                                    |
| ---- | --------------------------------- | ---------------- | ----------------------------------- | ---------------------------------------- | ---------------- | ------------------------------------ | ---------------------------------------- |
| 1    | Minyons de Terrassa               | 24 setembre 1995 | Diada de la Mercè                   | Plaça de Sant Jaume, Barcelona           | 24 novembre 1996 | XVIII Diada dels Minyons de Terrassa | Raval de Montserrat, Terrassa            |
| 2    | Colla Vella dels Xiquets de Valls | 27 octubre 1996  | Diada de Santa Úrsula               | Plaça del Blat de Valls                  | 27 octubre 1996  | Diada de Santa Úrsula                | Plaça del Blat, Valls                    |
| 3    | Castellers de Vilafranca          | 30 agost 1997    | Diada de Sant Fèlix                 | Plaça de la Vila, Vilafranca del Penedès | 1 novembre 1997  | Diada de Tots Sants                  | Plaça de la Vila, Vilafranca del Penedès |
| 4    | Colla Joves Xiquets de Valls      | 25 octubre 1998  | Diada de Santa Úrsula               | Plaça del Blat, Valls                    | 30 agost 2008    | Diada de Sant Fèlix                  | Plaça de la Vila, Vilafranca del Penedès |
| 5    | Colla Jove Xiquets de Tarragona   | 23 setembre 2011 | Diada de Santa Tecla                | Plaça de la Font, Tarragona              | 14 octubre 2012  | Fira de Santa Teresa 2012            | Plaça Vella, El Vendrell                 |
| 6    | Castellers de Sants               | 1 novembre 2016  | Diada de Tots Sants                 | Plaça de la Vila, Vilafranca del Penedès | 1 novembre 2016  | Diada de Tots Sants                  | Plaça de la Vila, Vilafranca del Penedès |
| 7    | Capgrossos de Mataró              | 20 novembre 2016 | Diada dels Minyons de Terrassa      | Plaça Vella, Terrassa                    | 23 juliol 2017   | Diada de Les Santes                  | Plaça de Santa Anna, Mataró              |
| 8    | Xiquets de Tarragona              | 20 setembre 2015 | Diada del primer diumenge de festes | Plaça de la Font, Tarragona              | No descarregat   | No descarregat                       | No descarregat                           |

### No assolit
Actualment hi ha 1 colla castellera que ha intentat el 5 de 9 amb folre, és a dir, que l'ha assajat i portat a plaça però que no l'ha carregat mai. La taula següent mostra la data, diada i plaça en què la colla l'intentà per primera vegada:
| Núm. | Colla                   | Intent         | Diada                 | Plaça                                   |
| ---- | ----------------------- | -------------- | --------------------- | --------------------------------------- |
| 1    | Castellers de Barcelona | 8 octubre 2017 | Festa Major de Sarrià | Plaça del Consell de la Vila, Barcelona |

## Estadística
| Resultat              |
| --------------------- |
| Descarregat (D)       |
| Carregat (C)          |
| Intent (I)            |
| Intent desmuntat (ID) |

Actualitzat a 31 de desembre de 2024

### Nombre de vegades
Fins a l'actualitat s'han fet més de 250 temptatives d'aquest castell. A continuació hi ha les seves dades estadístiques
| Colla                             | Resultats globals | Resultats globals | Resultats globals | Resultats globals | Total | Resultats parcials | Resultats parcials | Resultats parcials |
| Colla                             | D                 | C                 | I                 | ID                | Total | Assolit (D+C)      | No assolit (I+ID)  | Caigudes (C+I)     |
| --------------------------------- | ----------------- | ----------------- | ----------------- | ----------------- | ----- | ------------------ | ------------------ | ------------------ |
| Colla Jove Xiquets de Tarragona   | 35                | 10                | 13                | 6                 | 64    | 45                 | 19                 | 23                 |
| Colla Vella dels Xiquets de Valls | 31                | 18                | 12                | 4                 | 65    | 49                 | 16                 | 30                 |
| Minyons de Terrassa               | 22                | 14                | 13                | 4                 | 53    | 36                 | 17                 | 27                 |
| Castellers de Vilafranca          | 20                | 8                 | 4                 | 4                 | 36    | 28                 | 8                  | 12                 |
| Colla Joves Xiquets de Valls      | 12                | 11                | 10                | 3                 | 36    | 23                 | 13                 | 21                 |
| Capgrossos de Mataró              | 5                 | 1                 | 2                 | 6                 | 14    | 6                  | 8                  | 3                  |
| Castellers de Sants               | 1                 | 0                 | 0                 | 1                 | 2     | 1                  | 1                  | 0                  |
| Xiquets de Tarragona              | 0                 | 2                 | 3                 | 2                 | 7     | 2                  | 5                  | 5                  |
| Castellers de Barcelona           | 0                 | 0                 | 1                 | 1                 | 2     | 0                  | 2                  | 1                  |
| Total                             | 126               | 64                | 58                | 31                | 279   | 190                | 89                 | 122                |
| Percentatge                       | 45%               | 23%               | 21%               | 11%               | 100%  | 68,1%              | 31,9%              | 43,7%              |

### Poblacions
Fins a l'actualitat el 5 de 9 amb folre s'ha intentat a 20 poblacions diferents. D'aquestes 20 poblacions, en dinou s'hi ha assolit almenys un 5 de 9 amb folre, i en una, Sabadell, no s'ha aconseguit mai.
| Núm. | Població               | D   | C  | I  | ID | Total |
| ---- | ---------------------- | --- | -- | -- | -- | ----- |
| 1    | Tarragona              | 29  | 17 | 21 | 8  | 75    |
| 2    | Vilafranca del Penedès | 27  | 13 | 15 | 10 | 65    |
| 3    | Valls                  | 15  | 11 | 9  | 1  | 36    |
| 4    | El Catllar             | 9   | 3  | 1  | 1  | 14    |
| 5    | Girona                 | 7   | 1  | 2  | 0  | 10    |
| 6    | Terrassa               | 6   | 12 | 3  | 4  | 25    |
| 7    | El Vendrell            | 6   | 0  | 0  | 2  | 8     |
| 8    | Reus                   | 5   | 0  | 0  | 0  | 5     |
| 9    | L'Arboç                | 5   | 0  | 0  | 0  | 5     |
| 10   | Vilanova i la Geltrú   | 4   | 0  | 0  | 0  | 4     |
| 11   | Barcelona              | 3   | 4  | 4  | 1  | 12    |
| 12   | La Bisbal del Penedès  | 3   | 1  | 1  | 1  | 6     |
| 13   | Mataró                 | 2   | 1  | 1  | 3  | 7     |
| 14   | Sant Cugat del Vallès  | 1   | 0  | 0  | 0  | 1     |
| 15   | Altafulla              | 1   | 0  | 0  | 0  | 1     |
| 16   | Lleida                 | 1   | 0  | 0  | 0  | 1     |
| 17   | La Selva del Camp      | 1   | 0  | 0  | 0  | 1     |
| 18   | Torredembarra          | 1   | 0  | 0  | 0  | 1     |
| 19   | Sitges                 | 0   | 1  | 0  | 0  | 1     |
| 20   | Sabadell               | 0   | 0  | 1  | 0  | 1     |
|      | Total                  | 126 | 64 | 58 | 31 | 279   |